# 시민의지녹색당
시민의지녹색당(몽골어:Иргэний Зориг-Ногоон Нам / Irgenii Zorig-Nogoon Nam)은 몽골의 녹색 정치 정당이다. 중도주의를 표방한 정당으로써 원외정당이며 몽골에서 소규모를 가진 정당이다.

## 같이 보기
- 녹색당